# NGC 6517
NGC 6517 est un amas globulaire situé dans la constellation d'Ophiuchus à environ 34 575 a.l. (10,6 kpc) du Soleil et à 13 700 a.l. (4,2 kpc) du centre de la Voie lactée. Il a été découvert par l'astronome germano-britannique William Herschel en 1784.

## Caractéristiques
Selon la base de données Simbad, la vitesse radiale héliocentrique de cet amas est égale à −37,1 ± 1,7 km/s. William W. Harris indique une valeur un peu plus grande, soit −39,6 ± 8 km/s. Cet amas est un peu allongé avec une ellipticité de 0,06.
Selon une étude publiée en 2011 par J. Boyles et ses collègues, la métallicité [Fe/H] de l'amas globulaire NGC 6517 est égale à -1,23 et sa masse est égale à 526 000{\displaystyle M_{\odot }}. Dans cette même étude, la distance de l'amas est aussi estimée à environ 10,6 kpc (∼34 600 al).
La valeur de la métallicité indiquée par Simbad et par Harris est aussi de -1,23,. La valeur indiquée par Harris est aussi de -0,36. Une métallicité égale à -1,23 signifie que la concentration en fer de NGC 6517 est égale à 5,9% de celle du Soleil. Après le Big Bang, l'Univers étant surtout composé d'hydrogène et d'hélium, la métallicité était pratiquement nulle. L'univers s'est progressivement enrichi en métaux (éléments plus lourds que l'hélium) grâce à la synthèse de ceux-ci dans le cœur des étoiles. La métallicité des amas du halo de la Voie lactée varie d'un centième à un dixième de la métallicité solaire, ce qui signifie que ces amas se décomposent en deux sous-groupes, les relativement jeunes et les vieux . Selon sa métallicité, NGC 6517 serait donc un amas relativement jeune et riche en métaux.

## Galerie

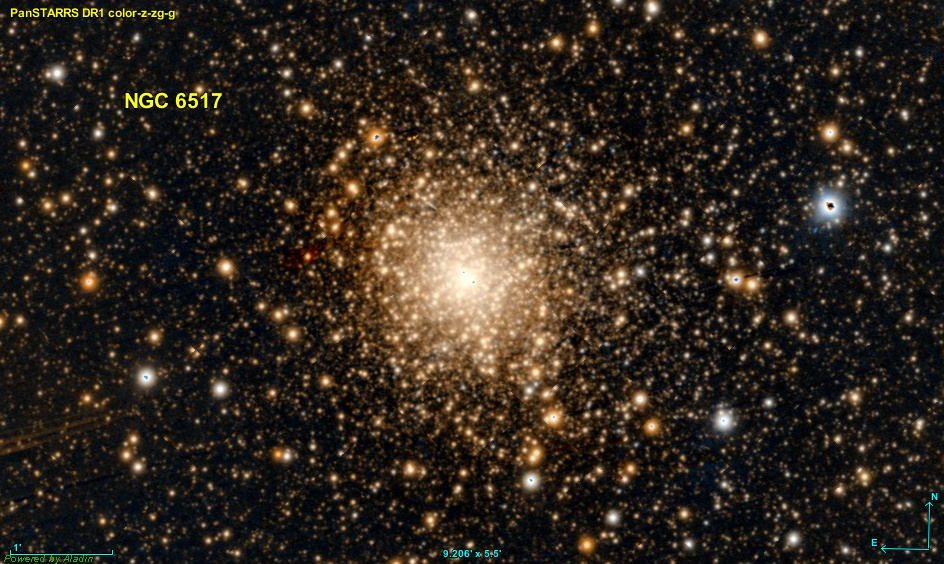
NGC 6517 par le relevé Pan-STARRS.
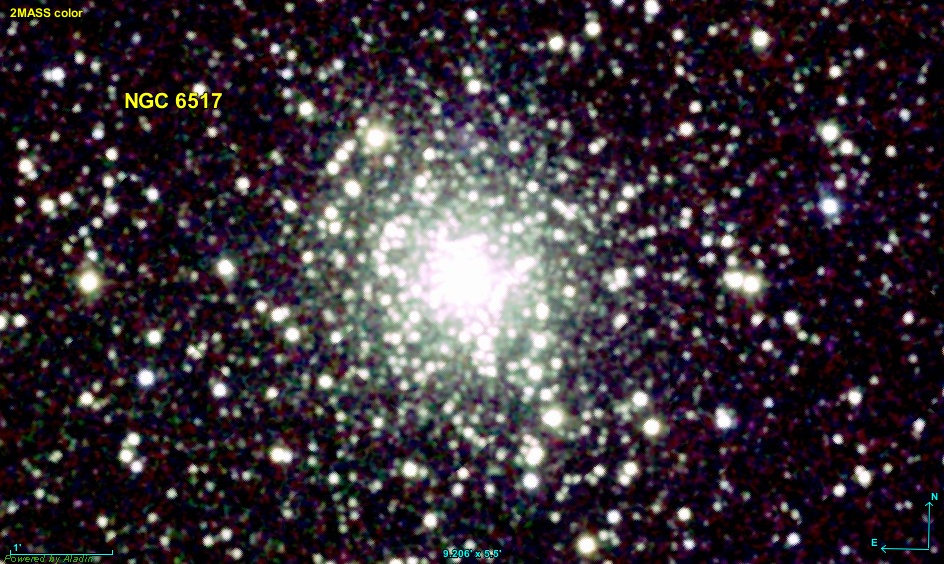
NGC 6517 en infrarouge par le relevé 2MASS.
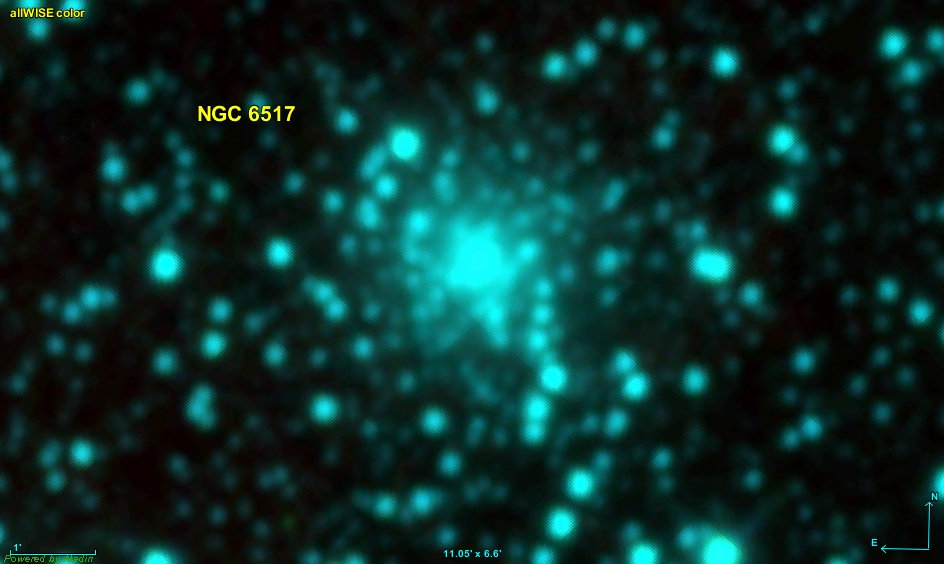
Autre image de NGC 6517 en infrarouge par le télescope spatial WISE.